# Économie et société dans l'Antiquité
Économie et Société dans l'Antiquité est un essai du sociologue Allemand Max Weber paru en 1909.